# Mistrovství Československa v atletice 1960
Mistrovství Československa mužů a žen v atletice 1960 v kategoriích mužů a žen se konalo 15. července až 17. července v Brně na stadionu Spartaku ZJŠ Brno.

## Medailisté

### Muži
| Soutěž        | Zlato                                                                        | Stříbro                                                                         | Bronz                                                                                    |
| 100 m         | František Mikluščák 10.8                                                     | Ján Šteso 10.8                                                                  | Jozef Kovalčin 10.8                                                                      |
| 200 m         | Vilém Mandlík 21.1                                                           | Jozef Kovalčin 21.8                                                             | Karel Měšťánek 22.1                                                                      |
| 400 m         | Josef Trousil 47.4                                                           | Zdeněk Váňa 48.4                                                                | Jaroslav Jirásek 48.8                                                                    |
| 800 m         | Josef Odložil 1:51.9                                                         | Tomáš Salinger 1:52.1                                                           | Jaromír Šlégr 1:52.4                                                                     |
| 1500 m        | Alexander Zvolenský 3:49.6                                                   | Antonín Mildner 3:50.2                                                          | Stanislav Jungwirth 3:50.9                                                               |
| 5000 m        | Miroslav Jurek 14:00.6                                                       | Jaroslav Bohatý 14:10.8                                                         | Štefan Tejbus 14:28.4                                                                    |
| 10 000 m      | Mirko Gräf 30:26.8                                                           | Miloš Tomis 30:37.0                                                             | Vojtěch Hec 30:57.2                                                                      |
| 110 m př.     | Ivo Pechar 14.7                                                              | Pavel Kurfürst 14.8                                                             | Ivan Veselský 14.9                                                                       |
| 200 m př.     | Miroslav Jareš 24.4                                                          | Jiří Černošek 24.6                                                              | Jan Mrázek 24.8                                                                          |
| 400 m př.     | Miroslav David 53.5                                                          | Miroslav Jareš 53.6                                                             | Květoslav Springinsfeld 54.6                                                             |
| 3000 m př.    | Vlastimil Brlica 8:53.4                                                      | Bohumír Zháňal 8:57.8                                                           | Zdeněk Třešňák 9:12.2                                                                    |
| 4 × 100 m     | Jaroslav Nohejl Ján Solčány Vilém Mandlík Jan Netopilík Dukla Praha 42.4     | Imrich Fedor František Mikluščák Eugen Hrušovský Jozef Kočiš Slávia Košice 42.4 | Jozef Kovalčin František Šimánek Jiří Čihák Boris Procházka Dynamo Praha 43.0            |
| 4 × 400 m     | Jaroslav Jirásek Tomáš Salinger Zdeněk Váňa Vilém Mandlík Dukla Praha 3:13.8 | Miloň Miller Pavel Vitouš Josef Trousil Miroslav David RH Praha 3:15.1          | Richard Kania Květoslav Springinsfeld Miroslav Jareš Petr Pahuta Spartak Brno ZJŠ 3:18.6 |
| Skok do výšky | Jiří Lanský 202                                                              | Zdeněk Matějka 200                                                              | Jaroslav Kovář 195                                                                       |
| Skok o tyči   | Zdeněk Brejcha 430                                                           | Jiří Trmal 420                                                                  | František Taftl 410                                                                      |
| Skok daleký   | Jan Netopilík 756                                                            | Ján Solčány 722                                                                 | Zdeněk Procházka 708                                                                     |
| Trojskok      | František Křupala 15.28                                                      | Zdeněk Veverka 15.13                                                            | Martin Řehák 14.96                                                                       |
| Vrh koulí     | Jiří Skobla 17.66                                                            | Jaroslav Plíhal 17.50                                                           | Jaroslav Šmíd 16.80                                                                      |
| Hod diskem    | Zdeněk Němec 53.75                                                           | Zdeněk Čihák 51.75                                                              | Miloš Velkoborský 50.43                                                                  |
| Hod kladivem  | Josef Málek 60.61                                                            | Josef Matoušek 60.54                                                            | Karel Mužíček 60.11                                                                      |
| Hod oštěpem   | Jan Perek 69.83                                                              | Josef Dušátko 69.31                                                             | Josef Poruba 68.41                                                                       |
| 20 km chůze   | Ladislav Moc 1:36:03.8                                                       | Svatopluk Sýkora 1:36:51.2                                                      | Milan Skřont 1:37:50.6                                                                   |
| Desetiboj     | Václav Bečvárovský 6133 bodů                                                 | Pavel Tošnar 5368 bodů                                                          | Milan Pfingstner 5354 bodů                                                               |

### Ženy
| Soutěž                        | Zlato                                                                       | Stříbro                                                                                     | Bronz                                                                               |
| 100 m                         | Alena Stolzová 12.1                                                         | Vlasta Bubíková 12.1                                                                        | Anna Kovaříková 12.5                                                                |
| 200 m                         | Vlasta Bubíková 25.3                                                        | Marta Pospíšilová 25.3                                                                      | Libuše Strejčková 25.7                                                              |
| 400 m                         | Jiřina Soldátová 59.1                                                       | Jitka Mánková 1:00.5                                                                        | Božena Duchoslavová 1:00.9                                                          |
| 800 m                         | Bedřiška Kulhavá 2:09.9                                                     | Monika Kropáčová 2:10.2                                                                     | Olga Fomenková 2:15.9                                                               |
| 80 m př.                      | Alena Stolzová 11.2                                                         | Anna Zábršová 11.2                                                                          | Miroslava Trkalová 11.2                                                             |
| 4 × 100 m                     | Olga Fomenková Vlasta Přikrylová Anna Zábršová Alena Stolzová RH Praha 48.3 | Eva Seidlová Božena Duchoslavová Jiřina Soldátová Eva Novotná Spartak Praha Stalingrad 50.6 | Blanka Kuklová Marie Veistauerová Jitka Mánková Pavla Ceháková Slavia Praha VŠ 50.8 |
| Skok do výšky                 | Olga Davidová 160                                                           | Jarmila Slezáková 157                                                                       | Alena Hejtmanková 157                                                               |
| Skok daleký                   | Vlasta Přikrylová 587                                                       | Vlasta Svozilová 568                                                                        | Anna Kovaříková 568                                                                 |
| Vrh koulí                     | Věra Černá 14.70                                                            | Jiřina Němcová 13.68                                                                        | Jaroslava Lišková 13.28                                                             |
| Hod diskem                    | Jiřina Němcová 52.03                                                        | Štěpánka Mertová 51.08                                                                      | Marie Šimánková 44.32                                                               |
| Hod oštěpem                   | Dana Zátopková 52.50                                                        | Miloslava Smejkalová 45.52                                                                  | Jana Majerová 44.82                                                                 |
| Pětiboj Plzeň 17. – 18.9.1960 | Olga Fomenková 4148 bodů                                                    | Alena Hejtmánková 4011 bodů                                                                 | Marie Weingärtnerová 3720 bodů                                                      |